# Echthrogaleus coleoptratus
Echthrogaleus coleoptratus är en kräftdjursart som först beskrevs av Félix Édouard Guérin-Méneville 1837.  Echthrogaleus coleoptratus ingår i släktet Echthrogaleus och familjen Pandaridae. Arten är reproducerande i Sverige. Inga underarter finns listade i Catalogue of Life.